# Lac de Managua
Le lac de Managua (également connu comme lac Xolotlán en nahuat ou lago de Managua en espagnol) est un lac situé au Nicaragua.
C'est le deuxième plus grand lac d'eau douce d'Amérique centrale et le deuxième plus grand lac du pays après le lac Cocibloca.
Il occupe en Amérique Latine le troisième rang pour sa superficie se situant après le Lac Nicaragua et le Lac de Chapala où ce dernier se trouve au Mexique.

## Géographie
Comme pour le nom du lac Nicaragua, son nom lui fut attribué par les conquistadors espagnols, il vient de Mangue (le nom qu'ils donnèrent aux tribus Mánkeme) et agua ("eau"). 
La ville de Managua, la capitale du Nicaragua, est située au sud-ouest du lac. La superficie du lac est de 1 042 km2, soit 65 km de long et 58 km de large au maximum. La profondeur moyenne est de 9,5 m et la profondeur maximale est de 20 et son altitude est de 39 mètres. 
Situé dans une vallée de rift, le lac est drainé par le fleuve San Juan, qui coule d'est en sud-est à travers une vallée de rift et se jette dans la mer des Caraïbes. Les affluents principaux sont le río Sinecapa et le río El Viejo. 
La forme du bassin est irrégulière avec les péninsules de Chiltepe et de Panami qui s'avancent sur le lac. Au nord-ouest, se situe l'île principale, formée par le "Petit Momotombo", le volcan Momotombito (es).  Le lac est surplombé par les volcans Apoyeque, Masaya et Momotombo.
Le lac a été gravement pollué, en partie par l'entreprise Kodak qui a déversé du mercure dans le lac dans les années 1950. Mais malgré la pollution, les habitants de Managua continuent de vivre sur les berges du lac et à manger les poissons qu'ils y pêchent.
Le niveau de l'eau monta subitement de 3 mètres en cinq jours pendant l'ouragan Mitch en 1998, détruisant les maisons de ceux qui habitaient sur ses rives.
Il est relié par le fleuve Tipitapa au lac Nicaragua, dont les dimensions sont beaucoup plus importantes et qui est situé 9 mètres en contrebas. La connexion entre eux s'interrompit en 1910 en raison d'une baisse du niveau de l'eau du lac Managua; mais elle fut rétablie en 1998, lorsque l'ouragan Mitch fit monter l'eau du lac. Cependant, en raison de la pollution extrême, les requins bouledogues qui vivent dans le lac Nicaragua ne migrent pas vers le lac de Managua.

## Assainissement des eaux
Les eaux usées de la ville de Managua sont déversées dans le lac. Dans les années 1990, le gouvernement nicaraguayen a réalisé une série d'études pour son assainissement, qui comprenait la réhabilitation et la construction de nouveaux réseaux d'assainissement et un système de pompage des eaux usées vers une station d'épuration située sur les rives du lac, dans la partie orientale de la ville, pour les verser plus tard dans le lac une fois purifié. Cette usine a été construite par la Société Nicaraguayenne d'Aqueduc et d'Égout (ENACAL) avec des fonds de coopération allemands et une contrepartie mineure du gouvernement national de Daniel Ortega. L'usine de traitement a commencé à fonctionner en 2009.
Cependant, en raison de l'augmentation du niveau du lac au cours de certaines années, plusieurs stations de pompage des eaux usées situées sur les rives du lac et conduisant à la station d'épuration ont été désactivées pendant de longues périodes. La capacité de purification de l'eau étant alors réduite un investissement supplémentaire a été réalisé dans les stations de pompage, afin que, dans le cas où le niveau du lac remonte au-dessus de la moyenne, ces stations de pompage n'arrêtent pas de transporter les eaux usées à la station d'épuration. 